# Instituto Nacional de Estadística de Costa de Marfil
El Instituto Nacional de Estadística (en francés: Institut national de la statistique,sigla INS) es el organismo oficial de estadística de Costa de Marfil, transformado en empresa pública por decreto de 1996. Sus actividades se organizan en el marco general del sistema estadístico de Costa de Marfil regido por la ley de 2020.
El INS está sometido a la supervisión del ministro responsable de estadística  y sus trabajos vienen avalados por al Comisión  Nacional de Estadística. Sus orientaciones vienen recogidas en el macroproyecto anual de estudios estadísticos.

## Misión
El INS es una corporación estatal cuyo objeto es:
- preparar las cuentas de la nación y el balance central,
- En colaboración con las administraciones y organismos públicos interesados, el programa anual o plurianual de censos y encuestas. ;
- poner en uso con fines estadísticos los datos resultantes de la gestión administrativa prevista en el artículo 3 del decreto que crea el Comité Nacional de Estadística y Normalización Contable ;
- garantizar, a nivel nacional, la coherencia y la centralización y luego la síntesis y difusión de todos los datos estadísticos. datos económicos y demográficos recopilados por organizaciones parapúblicas ;
- crear un sistema estadístico que permita la observación sistemática y regular de los distintos aspectos de la evolución de los hechos económicos y financieros. social y demográfico;
- desarrollar actividades estadísticas a nivel regional;
- para asegurarse contra la remuneración. la ejecución de trabajos y estudios estadísticos de carácter económico, demográfico o social a solicitud de organismos públicos o privados, nacionales o internacionales ;
- garantizar el enlace con servicios similares existentes en el extranjero, así como con los de organizaciones internacionales,

## Organización
El Instituto Nacional de Estadística de Costa de Marfil está administrado por un Consejo de administración compuesto de 3 a 6 miembros y dotado de una dirección general responsable de aplicar las decisiones del consejo.
La empresa está controlada por dos auditores elegidos entre los inscritos en la lista de auditores autorizados en Costa de Marfil. Su misión es verificar los documentos, libros y valores de la empresa, y controlar la regularidad y veracidad de las cuentas de la empresa, la información contenida en los informes del consejo de administración.
El personal de la empresa, a excepción de los funcionarios en comisión de servicio, se rige por el código laboral de Costa de Marfil.

### Consejo de Administración
El Consejo de administración tiene las más amplias facultades para actuar en cualquier circunstancia en nombre de la sociedad dentro de los límites del objeto social y de las expresamente reservadas por los estatutos. Sus miembros son nombrados y destituidos por el consejo de ministros. ; su presidente es uno de ellos elegido por sus pares y su nombramiento es ratificado por decreto adoptado por el consejo de ministros.

### Dirección General
La empresa está dirigida y representada en las relaciones con terceros por un director general designado por decreto adoptado por el Consejo de Ministros. El consejo determina su remuneración así como el alcance de las facultades que se le delegan.
La organización de la Dirección General, decidida por el consejo de administración. Un comité científico asesora a la dirección general en cualquier cuestión técnica relacionada con el objeto social.

## Historia
Entre 1946, año de su creación y la actualidad, la historia del servicio central de estadística de Costa de Marfil ha conocido cuatro períodos distintos.
- De 1946 a 1965, una única organización efectuó estudios estadísticos en el territorio nacional (e incluso en el Sudán francés y en el Níger) por cuenta tanto de la administración como del sector parapúblico. Gran parte del personal son expatriados.
- Desde 1966 a 1990, la Dirección de Estadística fue parcialmente desmembrada, primero entre 1966 y 1977 con la creación de nuevas direcciones como la Oficina Central de Mecanografía (OCM) y la Dirección de Estudios de Desarrollo (DED) del Ministerio de Planificación, a la que se adscribió el servicio de cuentas nacionales ; luego la transferencia del servicio de estadísticas agrícolas al Ministerio de Agricultura.
- Entre 1991 y 1996, se creó la Dirección de Estadística y Cuentas Nacionales como un establecimiento público de carácter industrial y comercial (EPIC) denominado “ Instituto Nacional de Estadística (INS) », fusión de la Dirección de Estadística y Cuentas Nacionales y el servicio independiente del Banco de Datos Financieros (BDF)
- Desde diciembre de 1996, el INS es una empresa estatal con un directorio. ; El objetivo de esta nueva transformación del estatuto del INS es dotarle de medios, en particular de recursos humanos, incentivándolo en términos de remuneración y haciéndolo competitivo con otras instituciones nacionales o externas.

| Período     | apellido                 |
| ----------- | ------------------------ |
| 2016 -      | Gabriel Doffou N'Guessan |
| 2011 - 2016 | Ibrahima Ba              |
| 2002 - 2011 | Mathieu Meleu            |
| 2000 - 2002 | Ibrahima Ba              |
| 1999 - 2000 | Alassane Sogodogo        |
| 1999 - 2000 | N'Guessan N'Zi           |
| 1999 - 1999 | Omar Diarra              |
| 1992 - 1999 | Kouassi N'Guessan Bi     |
| 1981 - 1990 | Nédiembo Méité           |
| 1977 - 1981 | Kobina Jacques Amissah   |
| 1964 - 1977 | Tano Justin Koko Kouakou |
| 1960 - 1963 | Pierre Michaud           |
| 1957 - 1960 | George Godín             |
| 1952 - 1957 | Antoine Samson Carette   |
| 1950 - 1952 | Pierre Gillot            |
| 1948 - 1950 | Arturo Mullier           |
| 1946 - 1948 | Jacques Normand          |